# كريستيان كولين
كريستيان كولين (بالإنجليزية: Christian Cullen)‏ (و. 1976 – م) هو لاعب اتحاد الرغبي، وممثل، من نيوزيلندا.

## التعليم
تعلم في Kāpiti College ‏.

## وصلات خارجية
- كريستيان كولين عل موقع إسبنسكروم (الإنجليزية)
- كريستيان كولين على موقع ItsRugby.co.uk (الإنجليزية)
- كريستيان كولين على موقع اتحاد ألعاب الكومنولث (مؤرشف) (الإنجليزية)

- كريستيان كولين على موقع IMDb (الإنجليزية)